# پلوتاس
پلوتاس (به پرتغالی: Pelotas) یک شهر در برزیل است که در ریو گرانده جنوبی واقع شده‌است.

## خصوصیات
پلوتاس ۱٬۶۰۹ کیلومترمربع مساحت و ۳۴۶٬۴۵۲ نفر جمعیت دارد و ۷ متر بالاتر از سطح دریا واقع شده‌است. در قرن ۱۹، پلوتاس مرکز اصلی تولید گوشت خشک برزیل بود. غذایی که به وسیله برده‌ها طبخ می‌شد و بردگان مزارع قهوه، کاکائو و شکر در سراسر کشور را سیر می‌نمود. در حال حاضر در پلوتاس دو دانشگاه بزرگ وجود دارد، دانشگاه فدرال پلوتاس و دانشگاه کاتولیک پلوتاس که در مجموع ۲۲ هزار دانشجو در آنها تحصیل می‌کنند.

## خواهرخوانده
شهر کولونیا دل ساکرامنتو خواهرخواندهٔ پلوتاس هست.

## شرایط آب و هوایی
آب و هوای پلوتاس مرطوب و نیمه استوایی است که بسیار شبیه سیدنی، استرالیا است. تابستانها گرم می‌باشد و باران‌های مداوم دارد. زمستان‌ها سرد و همراه با یخ زدگی و مه می‌باشد.
| داده‌های اقلیم پلوتاس، ریو گرانده جنوبی       | داده‌های اقلیم پلوتاس، ریو گرانده جنوبی | داده‌های اقلیم پلوتاس، ریو گرانده جنوبی | داده‌های اقلیم پلوتاس، ریو گرانده جنوبی | داده‌های اقلیم پلوتاس، ریو گرانده جنوبی | داده‌های اقلیم پلوتاس، ریو گرانده جنوبی | داده‌های اقلیم پلوتاس، ریو گرانده جنوبی | داده‌های اقلیم پلوتاس، ریو گرانده جنوبی | داده‌های اقلیم پلوتاس، ریو گرانده جنوبی | داده‌های اقلیم پلوتاس، ریو گرانده جنوبی | داده‌های اقلیم پلوتاس، ریو گرانده جنوبی | داده‌های اقلیم پلوتاس، ریو گرانده جنوبی | داده‌های اقلیم پلوتاس، ریو گرانده جنوبی | داده‌های اقلیم پلوتاس، ریو گرانده جنوبی |
| ماه                                          | ژانویه                                 | فوریه                                  | مارس                                   | آوریل                                  | مه                                     | ژوئن                                   | ژوئیه                                  | اوت                                    | سپتامبر                                | اکتبر                                  | نوامبر                                 | دسامبر                                 | سال                                    |
| -------------------------------------------- | -------------------------------------- | -------------------------------------- | -------------------------------------- | -------------------------------------- | -------------------------------------- | -------------------------------------- | -------------------------------------- | -------------------------------------- | -------------------------------------- | -------------------------------------- | -------------------------------------- | -------------------------------------- | -------------------------------------- |
| سابقهٔ بیش‌ترین °C (°F)                        | ۳۹ (۱۰۲)                               | ۳۶٫۵ (۹۸)                              | ۳۷٫۴ (۹۹)                              | ۳۵٫۱ (۹۵)                              | ۳۱٫۶ (۸۹)                              | ۲۹٫۴ (۸۵)                              | ۳۱٫۸ (۸۹)                              | ۳۳ (۹۱)                                | ۳۵٫۶ (۹۶)                              | ۳۴٫۴ (۹۴)                              | ۳۹٫۲ (۱۰۳)                             | ۳۹٫۶ (۱۰۳)                             | ۳۹٫۶ (۱۰۳)                             |
| میانگین بیش‌ترین °C (°F)                      | ۲۷ (۸۱)                                | ۲۶ (۷۹)                                | ۲۶ (۷۹)                                | ۲۲ (۷۲)                                | ۱۹ (۶۶)                                | ۱۷ (۶۳)                                | ۱۶ (۶۱)                                | ۱۸ (۶۴)                                | ۱۹ (۶۶)                                | ۲۱ (۷۰)                                | ۲۴ (۷۵)                                | ۲۶ (۷۹)                                | ۲۱٫۵ (۷۱)                              |
| میانگین روزانه °C (°F)                       | ۲۳ (۷۳)                                | ۲۲ (۷۲)                                | ۲۱ (۷۰)                                | ۱۸ (۶۴)                                | ۱۴ (۵۷)                                | ۱۳ (۵۵)                                | ۱۲ (۵۴)                                | ۱۳ (۵۵)                                | ۱۴ (۵۷)                                | ۱۷ (۶۳)                                | ۱۹ (۶۶)                                | ۲۱ (۷۰)                                | ۱۷٫۵ (۶۴)                              |
| میانگین کم‌ترین °C (°F)                       | ۱۹ (۶۶)                                | ۱۸ (۶۴)                                | ۱۷ (۶۳)                                | ۱۴ (۵۷)                                | ۱۰ (۵۰)                                | ۹ (۴۸)                                 | ۸ (۴۶)                                 | ۹ (۴۸)                                 | ۱۰ (۵۰)                                | ۱۳ (۵۵)                                | ۱۵ (۵۹)                                | ۱۷ (۶۳)                                | ۱۳٫۵ (۵۶)                              |
| سابقهٔ کم‌ترین °C (°F)                         | ۱۰ (۵۰)                                | ۹٫۸ (۵۰)                               | ۵ (۴۱)                                 | ۲٫۷ (۳۷)                               | ۱٫۲ (۳۴)                               | −۳ (۲۷)                                | −۲٫۷ (۲۷)                              | −۱ (۳۰)                                | ۰٫۲ (۳۲)                               | ۲٫۶ (۳۷)                               | ۶ (۴۳)                                 | ۷٫۹ (۴۶)                               | −۳ (۲۷)                                |
| بارندگی میلی‌متر (اینچ)                       | ۱۱۸ (۴٫۶۵)                             | ۱۴۵ (۵٫۷۱)                             | ۱۲۰ (۴٫۷۲)                             | ۱۰۰ (۳٫۹۴)                             | ۹۵ (۳٫۷۴)                              | ۱۱۸ (۴٫۶۵)                             | ۱۳۲ (۵٫۲)                              | ۱۲۳ (۴٫۸۴)                             | ۱۳۵ (۵٫۳۱)                             | ۱۱۲ (۴٫۴۱)                             | ۸۶ (۳٫۳۹)                              | ۹۵ (۳٫۷۴)                              | ۱٬۳۷۹ (۵۴٫۲۹)                          |
| میانگین روزهای بارندگی                       | ۱۱٫۷                                   | ۱۱٫۵                                   | ۱۰٫۳                                   | ۸٫۹                                    | ۹٫۲                                    | ۱۰٫۵                                   | ۱۱٫۴                                   | ۹٫۷                                    | ۱۰٫۸                                   | ۱۰٫۶                                   | ۱۰                                     | ۹٫۵                                    | ۱۲۴٫۱                                  |
| درصد رطوبت                                   | ۷۷٫۴                                   | ۷۹٫۹                                   | ۸۰٫۵                                   | ۸۲٫۳                                   | ۸۳٫۶                                   | ۸۴                                     | ۸۴٫۹                                   | ۸۳٫۲                                   | ۸۱٫۸                                   | ۷۹٫۵                                   | ۷۶                                     | ۷۵٫۵                                   | ۸۰٫۷                                   |
| میانگین روزانه ساعت‌های تابش آفتاب            | ۲۵۱٫۲                                  | ۲۰۴٫۷                                  | ۲۱۳                                    | ۱۸۹٫۵                                  | ۱۷۷٫۷                                  | ۱۴۶٫۲                                  | ۱۴۹٫۹                                  | ۱۶۰٫۸                                  | ۱۹۹٫۶                                  | ۲۳۴٫۵                                  | ۲۶۵٫۹                                  | ۱۹۶٫۲                                  | ۲٬۳۸۹٫۲                                |
| منبع: Federal University of Pelotas - UFPel. |                                        |                                        |                                        |                                        |                                        |                                        |                                        |                                        |                                        |                                        |                                        |                                        |                                        |